# Castellers de París
Els Castellers de París són una colla castellera fundada el 10 d'octubre de 2015 a la ciutat de París. Com a entitat, la colla forma part del Casal de Catalunya de Paris. El color de camisa dels Castellers de Paris és el blau i el seu sobrenom és "geperuts”, una referència a la novel·la Notre-Dame de Paris de Victor Hugo. Les colles padrines dels Castellers de Paris són els Castellers del Poble Sec i els Castellers de Lleida.

## Història
Els castellers de Paris varen estrenar la camisa el 5 de març de 2016, amb motiu de la calçotada organitzada pel Casal de Catalunya de Paris, amb una petita actuació que van iniciar amb un pilar de quatre caminat, i en què van descarregar un pilar de 4 per sota, una torre de cinc, un tres de cinc, un tres de cinc amb l'agulla, dos pilars de quatre simultanis, i que van acabar amb un altre pilar de quatre per sota.
El juny de 2016, fruit de la col·laboració amb altres dues formacions fundades fora de Catalunya, els Castellers de Londres i els Xiquets Copenhagen, neix el primer Festival Internacional de Castells. La colla es desplaça fins a Londres on comparteixen el cap de setmana amb la formació local, amb qui actuen el 19 de juny de 2016 a la plaça Bishop, a l'Old Spitalfields Market per assolir els primers castells de sis pisos (3 de 6 i 4 de 6) del seu historial.
El 30 d'abril de 2017 els Castellers van fer la seva diada de bateig amb les seves colles padrines: els Castellers de Lleida i els Castellers del Poble Sec. En aquesta jornada els geperuts van descarregar el 3 de 6, el 3 de 6 amb agulla i el 4 de 6 amb agulla, i van carregar el pilar de 5 per sota.
El 8 de juny de 2019, en el marc de la diada internacional realitzada aquell any a Copenhaguen, els Castellers de Paris descarreguen el seu primer 2 de 6 realitzant la següent actuació: el 3 de 6, el 2 de 6 i el 3 de 6 amb l'agulla.
El 22 de juny de 2025, en la Diada de 10è aniversari dels Castellers de Paris amb la colla padrina Castellers de Lleida, els geperuts descarreguen el seu primer 5 de 6, acompanyat pel 3 de 6 amb l'agulla i el 4 de 6 amb l'agulla.

## Castells
La taula a continuació mostra la data, la diada i la plaça en què per primera vegada s'han descarregat, i en què s'han carregat en cas d'haver succeït amb anterioritat, cadascuna de les construccions que la colla ha assolit a plaça, ordenades cronològicament.
| Construcció                               | Data                   | Diada                                          | Plaça                          | Ciutat                |
| ----------------------------------------- | ---------------------- | ---------------------------------------------- | ------------------------------ | --------------------- |
| 5 de 6 (5de6)                             | 22 de juny de 2025     | 10è aniversari dels Castellers de Paris        | Place de la Fontaine-aux-Lions | París                 |
| Torre de 6 (2de6)                         | 8 de juny de 2019      | 3a Diada Castellera Internacional              | Kongens Have                   | Copenhaguen           |
| Pilar de 5 amb folre (pde5 f)             | 19 de maig de 2018     | Marché européen                                | Place du Marché Neuf           | Saint-Germain-en-Laye |
| Pilar de 5 per sota (pde5ps) carregat (c) | 30 d'abril de 2017     | Bateig dels Castellers de Paris (2n dia)       | Camp de Mart                   | París                 |
| 4 de 6 amb agulla (4de6a)                 | 30 d'abril de 2017     | Bateig dels Castellers de Paris (2n dia)       | Camp de Mart                   | París                 |
| 3 de 6 amb agulla (3de6a)                 | 29 d'abril de 2017     | Bateig dels Castellers de Paris (1er dia)      | Parc de la Villette            | París                 |
| 4 de 6 (4de6)                             | 19 de juny de 2016     | 1a Diada Castellera Internacional              | Old Spitalfields Market        | Londres               |
| 3 de 6 (3de6)                             | 19 de juny de 2016     | 1a Diada Castellera Internacional              | Old Spitalfields Market        | Londres               |
| Pilar de 4 caminat (pde4cam)              | 5 de març de 2016      | Calçotada del Casal de Catalunya de París      | Plaça de la Vila d'Avon        | Avon (Sena i Marne)   |
| Pilar de 4 (pde4)                         | 12 de desembre de 2015 | Dinar de Nadal del Casal de Catalunya de París | Maison Basque de Paris         | Saint-Ouen            |
| Torre de 5 (2de5)                         | 12 de desembre de 2015 | Dinar de Nadal del Casal de Catalunya de París | Maison Basque de Paris         | Saint-Ouen            |
| Pilar de 4 per sota (pde4ps)              | 12 de desembre de 2015 | Dinar de Nadal del Casal de Catalunya de París | Maison Basque de Paris         | Saint-Ouen            |

Temporades
La taula següent mostra el nombre de castells descarregats (D) i carregats (C), excloent intents i intents desmuntats, assolits a cada temporada, des del 2016 (any en què la colla va descarregar els seus primers castells de 6).
Actualitzat el dia 30 de juny de 2025.
| Castell                                   | 4de6 | 4de6 | 3de6 | 3de6 | 3de6a | 3de6a | 4de6a | 4de6a | 5de6 | 5de6 | 2de6 | 2de6 | Pde5ps | Pde5ps |
| Temporada                                 | D    | C    | D    | C    | D     | C     | D     | C     | D    | C    | D    | C    | D      | C      |
| ----------------------------------------- | ---- | ---- | ---- | ---- | ----- | ----- | ----- | ----- | ---- | ---- | ---- | ---- | ------ | ------ |
| 2016                                      | 2    |      | 2    | 1    |       |       |       |       |      |      |      |      |        |        |
| 2017                                      | 3    |      | 4    |      | 3     |       | 1     |       |      |      |      |      |        | 1      |
| 2018                                      |      |      | 1    |      | 1     |       | 1     |       |      |      |      |      |        |        |
| 2019                                      |      |      | 1    |      | 1     |       |       |       |      |      | 1    |      |        |        |
| 2022                                      | 1    |      |      |      |       |       |       |       |      |      |      |      |        |        |
| 2023                                      |      | 1    |      |      |       |       |       |       |      |      |      |      |        |        |
| 2024                                      | 2    |      | 2    |      | 1     |       |       |       |      |      |      |      |        |        |
| 2025                                      | 1    |      | 1    |      | 2     |       | 1     |       | 1    |      |      |      |        |        |
| Castell                                   | 4de6 | 4de6 | 3de6 | 3de6 | 3de6a | 3de6a | 4de6a | 4de6a | 5de6 | 5de6 | 2de6 | 2de6 | Pde5ps | Pde5ps |
| Total                                     | D    | C    | D    | C    | D     | C     | D     | C     | D    | C    | D    | C    | D      | C      |
| Total                                     | 9    | 1    | 11   | 1    | 8     | 0     | 3     | 0     | 1    | 0    | 1    | 0    | 0      | 1      |
| Font: Actuacions dels Castellers de Paris |      |      |      |      |       |       |       |       |      |      |      |      |        |        |